# Иосиф и жена Потифара (Мурильо)
«Иосиф и жена Потифара» (исп. José y la mujer de Potifar) — картина испанского художника Бартоломе Эстебана Мурильо, написанная в 1640–1645 годах. Полотно находится в музее Кассельской картинной галереи (Кассель, Германия). Картина изображает драматическую кульминацию сцены из Книги Бытия (глава 39) о пребывании Иосифа в доме Потифара.

## История

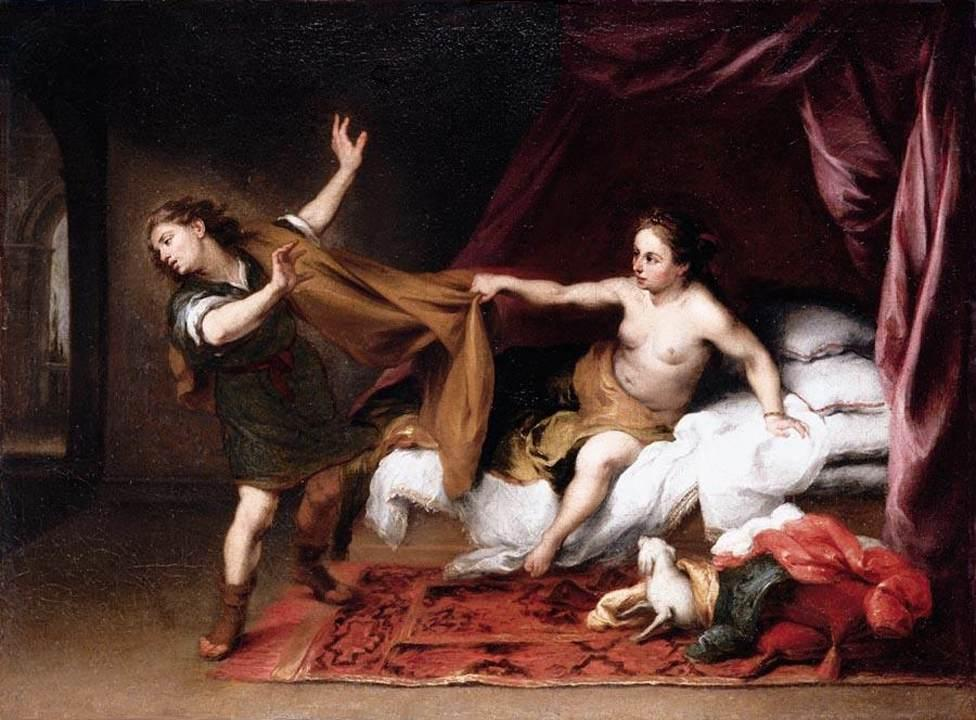
Поздняя версия Мурильо «Иосиф и жена Потифара» (1660-е годы). Частная коллекция.

Тема картины — повествование из Книги Бытия 39: 7-21. Потифар, командир телохранителей фараона, купил любимого сына Иакова Иосифа у мадианитянских торговцев как раба. Иосиф быстро завоевал доверие своего господина и стал надзирателем владений Потифара. Его жена влюбилась в Иосифа и пыталась его соблазнить. Когда Иосиф убегал от неё, его плащ остался у неё в руках. Разочарованная и рассерженная она обвинила Иосифа в попытке изнасилования, показав в доказательство его плащ, и Потифар бросил Иосифа в темницу.
Это повествование было отображено многими известными художниками. Однако, в испанской живописи оно присутствовало очень редко. Видимо, Севилья во времена Мурильо, была исключением из этого. Фламандские купцы, некоторые из которых собирали большие коллекции в городе, проявляли особый интерес к эротической сцене. Мурильо написал несколько полотен на тему пребывания Иосифа в доме Потифара, которые в результате сложили цикл из шести частей. Кассельская картина «Иосиф и жена Потифара», вероятно, находится в начале этой серии и может быть датирована 1640—1645 годами.
Картина была приобретена до 1775 года Фридрихом II, ландграфом Гессен-Касселя.

## Описание
На правой половине картины жена Потифара сидит босая с обнажённой грудью на своей кровати, украшенной драгоценными тканями и благородным балдахином. Она тянется к жёлтому плащу, который ещё висит на левом плече Иосифа. На левой стороне полотна изображён Иосиф. Он, полностью одетый в тунике и туфлях, убегает от неё с драматическими жестами. Его руки подняты, пальцы разведены, он делает выпад на красочном ковре. Его взгляд обращён к жене Потифара, которая, в свою очередь, смотрит на него. Композиция, представленная с яркими контрастами света и тени, напоминает театральную постановку.
Немецкий историк Карл Юлиус Вебер, который посетил Кассельский дворец в 19-м веке, довольно критически прокомментировал картину, сказав, что «леди действительно пламенная», но у неё были «такие дряблые груди, что Иосифу не составило труда бросить её и своё пальто». Та же самая критика была высказана за несколько лет до этого немецким писателем Эрнстом Августом Клингеманом.